# Pla de Nègua
Pla de Nègua, ou Pla de Negua, est une station de ski de fond des Pyrénées espagnoles située dans la province de Lleida en Catalogne.